# Alexandre Levy

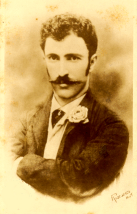
Alexandre Levy

Alexandre Levy (* 10. November 1864 in São Paulo; † 17. Januar 1892) war ein brasilianischer Komponist, Pianist und Dirigent.

## Leben
Seine jüdische Familie stammte aus Frankreich und war musikalisch sehr aktiv, sein Vater gründete das bedeutendste Musikgeschäft der Stadt und war selbst Klarinettist. Alexandre Levy gab bereits als Zwölfjähriger Klavierkonzerte und man sagte ihm eine Karriere als Solopianist voraus. Levy gründete in seiner Heimatstadt zunächst den Clube Haydn, dann den Clube Mendelssohn, die sich der Pflege klassischer Musik widmeten.
In die brasilianische Musikgeschichte ging er als Autor der Variações sobre um Tema Brasileiro ein, eine der ersten Kompositionen, die die Musiktraditionen Brasiliens aufnahmen. Das berühmteste Stück daraus ist Vem cá, Bitu. Damit war er ein Pionier des „romantischen Nationalismus“, der um die Jahrhundertwende in Brasilien dominierte. Levy komponierte auch Stücke des brasilianischen Tangos Maxixe. 1887 verbrachte er einige Zeit in Paris und studierte bei Émile Durand. In der Suíte Brasileira von 1890 taucht zum ersten Mal der Begriff Samba in einer klassischen Orchesterkomposition auf.